# Jawhara FM
Jawhara FM (in arabo جوهرة أف أم‎?) è la seconda radio privata tunisina. La sua sede si trova nella città di Susa.
Jawhara FM trasmette principalmente nel Sahel tunisino, nella zona di Hammamet e nel nord del governatorato di Sfax, servendo circa 2,5 milioni di persone. È la radio più ascoltata del Sahel.

## Ricezione in Italia
Jawhara FM trasmette alla frequenza di 102,5 MHz, e per questo nella Valle del Belice e a Mazara del Vallo è possibile ascoltarla al posto di RTL 102.5.